# The Club Remixes
The Club Remixes es un álbum de remezclas de la banda estadounidense Selena Gomez & the Scene, publicado el 21 de diciembre de 2010 en los Estados Unidos. El disco recopila remezclas de los sencillos de su segundo álbum de estudio, A Year Without Rain.

## Lista de canciones
| N.º | Título                                               | Escritor(es)                                                       | Duración |  |
| 1.  | «A Year Without Rain» (Dave Audé Club Remix)         | Lindy Robbins/Toby Gad                                             | 8:27     |  |
| 2.  | «A Year Without Rain» (EK's Future Classic Club Mix) | Robbins/Gad                                                        | 7:23     |  |
| 3.  | «Round & Round» (Dave Audé Club Remix)               | Kevin Rudolf/Fefe Dobson/Jeff Halavacs/Andrew Bolooki/Jacob Kasher | 6:23     |  |
| 4.  | «Naturally» (Dave Audé Club Remix)                   | Antonina Armato, Tim James, Devrím Karaoglu                        | 7:43     |  |
| 5.  | «A Year Without Rain» (The Alias Club Mix)           | Robbins/Gad                                                        | 6:25     |  |

- Fuente:[1]

## Historial de lanzamiento
| País           | Fecha                   | Discográfica      |
| -------------- | ----------------------- | ----------------- |
| Canadá         | 21 de diciembre de 2010 | Hollywood Records |
| Estados Unidos | 21 de diciembre de 2010 | Hollywood Records |
| Reino Unido    | 21 de diciembre de 2010 | Hollywood Records |